# NGC 7067
NGC 7067 (również OCL 208) – gromada otwarta znajdująca się w gwiazdozbiorze Łabędzia. Odkrył ją William Herschel 27 września 1788 roku. Jest położona w odległości ok. 11,7 tys. lat świetlnych od Słońca.